# 太陽のあたる場所 (スティーヴィー・ワンダーのアルバム)
『太陽のあたる場所』（たいようのあたるばしょ、Down to Earth）は、1966年に発表されたスティーヴィー・ワンダーのアルバム。6枚目のオリジナル・アルバム。

## 概要
日本では1981年11月の初発売の際には、原題の『ダウン・トゥ・アース』のタイトルだった。内容的にはきわめて1960年代のアレンジがなされたスティーヴィー特有のポップ・センスに溢れたアルバムである。この時代の黒人アーティストは白人のポップ・ナンバーを好んで歌う傾向があり、スティーヴィーの場合はそれをファンキーで、情感に満ちた歌い方で表現している。とりわけ、シェールのヒット曲、「バン・バン」、ボブ・ディラン、バーズのカヴァー曲の「ミスター・タンブリン・マン」、プラターズ、トム・ジョーンズの歌った「16トン」などにそれが現れている。
このアルバムからは、スティーヴィー・ワンダーがボブ・ディランではなく、ビートルズ、とりわけアルバム『ラバー・ソウル』のポール・マッカートニーに影響されたことが窺われ、それまでのティン・パン・アレーのスタンダードに依存することなく、ソフトでリリカルな型を築き上げようとしている点に、上記のアルバムとの関連性が見えている。

## 収録曲
Side 1
1. 太陽のあたる場所 - A Place in the Sun (2:51)
2. バン・バン - Bang Bang (2:41)
3. ダウン・トゥ・アース - Down to Earth (2:49)
4. サンキュー・ラヴ - Thank You Love (2:53)
5. ビー・クール、ビー・カーム - Be Cool, Be Calm (And Keep Yourself Together) (2:42)
6. シルビア - Sylvia (2:32)

Side 2
1. 二人だけの世界 - My World Is Empty Without You (2:51)
2. ロンサム・ロード - The Lonesome Road (3:05)
3. エンジェル・ベイビー - Angel Baby (Don't You Ever Leave Me) (2:44)
4. ミスター・タンブリン・マン - Mr. Tambourine Man (2:29)
5. 16トン - Sixteen Tons (2:40)
6. ヘイ・ラヴ - Hey Love (2:41)

## カヴァーした歌手
太陽のあたる場所
- 尾崎紀世彦 - 1971年のアルバム『尾崎紀世彦アルバムNo.3〜マイ・フェイバリット・ソングス』に収録
- 浜田省吾 - 1996年のアルバム『ROAD OUT "TRACKS"』に収録。浜田が16歳の時に初めて人前で歌った曲であり、楽曲『HELLO ROCK&ROLL CITY』でも「初めて歌ったR&B」としてこの曲が挙げられている。